# Für immer Tour
Bei der Für immer Tour handelt es sich um die vierte eigenständige Tournee der deutschen Pop- und Schlagersängerin Vanessa Mai.

## Hintergrund
Bei der Für immer Tour handelte es sich um die vierte Headliner-Tournee von Vanessa Mai. Sie erfolgte im Zeitraum vom 16. Mai 2022 bis zum 20. September 2022 und führte sie mit ihrer Begleitband durch elf deutsche Städte. Die Konzertreihe erfolgte in zwei Abschnitten. Der erste Teil fand am 16. Mai 2022 in Köln und am 17. Mai 2022 in München statt. Der zweite Teil startete am 8. September 2002 in Frankfurt am Main und endete am 20. September 2022 in Dresden. Erstmals angekündigt wurde die Tour am 10. Dezember 2019, wenige Tage nach Beendigung der Teaser-Clubshow Tour. Der Kartenvorverkauf startete drei Tage später am 13. Dezember 2019. Ursprünglich sollte die Konzertreihe bereits im Jahr 2020 starten, musste jedoch aufgrund der COVID-19-Pandemie mehrfach verschoben werden.
In allen elf Städten spielte Mai zuvor schon Konzerte. Im Leipziger Haus Auensee, der Bielefelder Stadthalle und dem Theater am Aegi in Hannover spielte sie während der Tour zum zweiten Mal. Im Circus Krone in München und der Frankfurter Jahrhunderthalle gastierte sie jeweils zum vierten Mal. Im Berliner Tempodrom spielte Mai bereits ihr fünftes Konzert, so oft wie an keinem anderen Veranstaltungsort bis dato zuvor. Der größte Spielort während der Konzertreihe war die Frankfurter Jahrhunderthalle mit rund 4.800 Platzen, die meisten anderen Spielstätten lagen bei etwa 2.000 bis 3.000 Zuschauern. Ausnahme hierbei Bremen, wo etwa 900 Zuschauer gastierten.
Als Tourneeveranstalter war das Frankfurter Unternehmen Live Nation tätig. Das Bühnenbild während der Tour bestand aus einer großen kreuzförmigen LED-Leinwand im Hintergrund. Auf dieser wurden Livemitschnitte während der Konzerte projiziert. Darüber hinaus befanden sich seitlich vor der LED-Leinwand mehrere LED-Leuchtröhren. Mai trug jeden Abend des jeweiligen Tourabschnitts das gleiche Outfit. In den verschiedenen Tourabschnitten hatte sie einen anderen Rock an. Im ersten Tourabschnitt trug Vanessa einen geraden Minirock mit zwei Einschneidungen, ein Crop Top im BH-Style sowie schwarze Plateaustiefel. Im zweiten Tourabschnitt wurde der Rock in so verändert, dass er den Look eines Rockes hatte, in Wirklichkeit aber eine Hose war. Auf ein Vorprogramm wurde während der Tour verzichtet.
Am 19. Dezember 2022 erschien das Konzert aus dem Kölner Musical Dome als digitales Livealbum.

## Touränderungen
Die Für immer Tour sollte ursprünglich im Jahr 2020 stattfinden, bestätigt wurde dies von Mai am 10. Dezember 2019 über ihre sozialen Medien. Diese sollte sie ursprünglich mit ihrer Liveband zwischen dem 2. Oktober und 15. Oktober 2020 durch elf deutschen Städte führen. Am 14. Juli 2020 wurde bekannt, dass die Tour aufgrund der COVID-19-Pandemie zunächst um ein dreiviertel Jahr verschoben werden musste. Die neuen Termine wurden auf den Zeitraum vom 19. Mai bis 31. Mai 2021 datiert. Bei der ersten Verschiebung konnten fast alle Spielorte und Lokalitäten beibehalten werden, lediglich das Konzert in Dresden wurde vom Kulturpalast in den Alten Schlachthof verlegt. Am 10. Februar 2021 wurde bekannt, dass die Tour erneut verlegt werden müsse, diesmal fast um ein Jahr. Das Konzert in Dresden wurde hierbei wieder in seine ursprüngliche Lokalität, den Kulturpalast, verlegt. Damit bestand die Konzertreihe wieder aus den ursprünglichen Veranstaltungsorten. Darüber hinaus wurde die Tour um ein Zusatzkonzert in der Hamburger Laeiszhalle erweitert und somit auf ein zwölftes Konzert aufgestockt. Die Tour sollte vom 28. März bis 11. April 2022 stattfinden. Letztendlich musste die Konzertreihe ein drittes Mal verschoben werden, dies wurde am 16. Februar 2022 bekannt. Am gleichen Tag wurden schließlich die finalen Termine bekannt gegeben, wobei fast alle Konzerte und Lokalitäten der vorherigen Verschiebung beibehalten werden konnten, lediglich das Zusatzkonzert in Hamburg tauchte nicht auf der Tourliste auf. Der Veranstalter Karsten Jahnke bestätigte die Absage, ein Ersatztermin wurde nicht angesetzt.
Änderungen (Ursprünglicher Termin → Neuer Termin)
- Köln: 2. Oktober 2020[2] → 20. Mai 2021[3] → 2. April 2022[1] → 16. Mai 2022[1]
- Frankfurt am Main: 3. Oktober 2020[2] → 23. Mai 2021[3] → 10. April 2022[1] → 8. September 2022[1]
- Stuttgart: 4. Oktober 2020[2] → 24. Mai 2021[3] → 31. März 2022[1] → 10. September 2022[1]
- München: 5. Oktober 2020[2] → 31. Mai 2021[3] → 11. April 2022[1] → 17. Mai 2022[1]
- Oberhausen: 8. Oktober 2020[2] → 22. Mai 2021[3] → 1. April 2022[1] → 11. September 2022[1]
- Bremen: 9. Oktober 2020[2] → 19. Mai 2021[3] → 7. April 2022[1] → 14. September 2022[1]
- Bielefeld: 10. Oktober 2020[2] → 28. Mai 2021[3] → 9. April 2022[1] → 18. September 2022[1]
- Hannover: 12. Oktober 2020[2] → 27. Mai 2021[3] → 8. April 2022[1] → 9. September 2022[1]
- Dresden: 13. Oktober 2020 (Kulturpalast)[2] → 18. Mai 2021 (Alter Schlachthof)[3] → 4. April 2022 (Kulturpalast)[1] → 20. September 2022[1]
- Berlin: 14. Oktober 2020[2] → 26. Mai 2021[3] → 29. März 2022[1] → 12. September 2022[1]
- Leipzig: 15. Oktober 2020[2] → 30. Mai 2021[3] → 5. April 2022[1] → 19. September 2022[1]

Entfallene Konzerte
- Hamburg: 28. März 2022[10]

## Begleitband
Die Begleitband von Vanessa Mai bestand aus den vier Musikern Jens Golücke (Schlagzeug), Sebastian Motz (Keyboard), Jan Stürmer (Gitarre) und Martin Ziaja (Bass) sowie den Begleitsängern Eva Becker und Nico Gomez. Golücke war bereits Teil der Begleitband während Mais vorangegangener Teaser-Clubshow Tour. Die beiden Musiker Motz und Ziaja spielten bei der Regenbogen Tour ebenfalls schon eine Konzertreihe mit Mai. Der Gitarrist Stürmer spielte sowohl während der Teaser-Clubshow Tour und Regenbogen Tour in Mais Liveband, somit spielte er die dritte Headliner-Tour mit ihr.
Bandmitglieder
- Eva Becker: Begleitgesang
- Jens Golücke: Schlagzeug
- Nico Gomez: Begleitgesang
- Vanessa Mai: Gesang
- Sebastian Motz: Keyboard
- Jan Stürmer: Gitarre
- Martin Ziaja: Bass

## Tourdaten
| Datum              | Stadt             | Veranstaltungsort   | Land        |
| ------------------ | ----------------- | ------------------- | ----------- |
| 16. Mai 2022       | Köln              | Musical Dome        | Deutschland |
| 17. Mai 2022       | München           | Circus Krone        | Deutschland |
| 8. September 2022  | Frankfurt am Main | Jahrhunderthalle    | Deutschland |
| 9. September 2022  | Hannover          | Theater am Aegi     | Deutschland |
| 10. September 2022 | Stuttgart         | Liederhalle         | Deutschland |
| 11. September 2022 | Oberhausen        | Luise-Albertz-Halle | Deutschland |
| 12. September 2022 | Berlin            | Tempodrom           | Deutschland |
| 14. September 2022 | Bremen            | Metropol Theater    | Deutschland |
| 18. September 2022 | Bielefeld         | Stadthalle          | Deutschland |
| 19. September 2022 | Leipzig           | Haus Auensee        | Deutschland |
| 20. September 2022 | Dresden           | Kulturpalast        | Deutschland |

## Setlist
Während der Tour präsentierte Mai zusammen mit ihrer Begleitband 29 unterschiedliche Titel, darunter drei verschiedene Medleyvariationen. Die Setlist veränderte sich mehrfach während der Tour, vor allem zwischen dem ersten und zweiten Tourabschnitt erfolgten größere Änderungen. Zumeist umfassten die Konzerte 22 Titel, inklusive der Medleys. Zum einen spielte sie ein Medley, dass aus den Liedern Augenblick und Landebahn bestand, zwei Titeln aus ihrem Album Mai Tai. Zum anderen spielte sie ein Wolkenfrei-Medley, dass sich aus den drei Titeln Du bist meine Insel, Ich versprech dir nichts und geb dir alles und Von Tokio bis Amerika zusammensetzte. Das Wolkenfrei-Medley ersetzte im zweiten Tourabschnitt einen zweites Mai-Tai-Medley, das aus den Liedern Mai Tai, Morgenlicht und Mitternacht bestand. Das Hauptprogramm bestand aus 19 oder 20 Liedern, auf das eine Zugabe mit zwei oder drei weiteren Titeln folgte. Die Zugabe bestand während des zweiten Tourabschnitts aus den Liedern Regenbogen und dem Konzertabschluss Happy End. Im ersten Tourabschnitt war zusätzlich das Lied Wolke 7 Teil der Zugabe. Während Regenbogen stand Mai mit einer Regenbogenfahne auf der Bühne, bei Happy End wurde der eigentliche Duettpartner Sido auf der Leinwand eingeblendet. Das Repertoire bestand aus einer Mischung aus Elektropop, Pop und Schlager sowie einigen Akustikdarbietungen.
Ursprünglich war die Tour zur Präsentation des Albums Für immer geplant, jedoch bestand die Setlist während des zweiten, längeren Tourabschnitts, letztendlich aus einer Art Best of, wobei Für immer mit Ein letztes Mal, Hast du jemals, Highlight, Maisterwerk, Meine größte Schwäche und Venedig (Love Is in the Air) die meisten vollwertigen Titel stellte. Das Nachfolgealbum Mai Tai stellte mit Auf anderen Wegen, Augenblick, Gib nie auf, Landebahn, Ruf nicht mehr an und Sommerwind ebenfalls sechs Titel, allerdings wurden Augenblick und Landebahn als Medley und nicht als vollwertige Titel dargeboten. Aus dem Album Metamorphose, das kurz vor dem Tourstart erschien, präsentierte Mai mit 747, Happy End und Süchtig lediglich drei Lieder. Aus dem Album Regenbogen spielte Mai die beiden Titel Ich vermiss dich so und Regenbogen. Ebenso präsentierte sie zwei Titel aus Wachgeküsst, wobei Wolke 7 als vollwertiges Stück gespielt wurde und Von Tokio bis Amerika Teil des Wolkenfrei-Medleys war. Durch das Wolkenfrei-Medley spielte Mai mit Du bist meine Insel und Ich versprech dir nichts und geb dir alles zwei Titel aus dem Debütalbum Endlos verliebt und somit mindestens einen Titel aus allen ihren bis dato acht veröffentlichten Studioalben. Darüber hinaus sang sie mit Der Himmel reißt auf einen Titel, bei dem sie ursprünglich als Gastsängerin bei Joel Brandenstein in Erscheinung trat. Bei allen Liedern handelt es sich um eigene Titel von Mai, lediglich Auf anderen Wegen ist eine Coverversion von Andreas Bourani.
Beim ersten Tourabschnitt spielte Mai noch die Lieder Melatonin, Als ob du mich liebst, Wir 2 immer 1 und Schwarze Herzen sowie die Titel aus dem zweiten Medley Mai Tai, Morgenlicht und Mitternacht. Diese wurden beim zweiten Tourabschnitt ersetzt. Drei dieser Titel stammen aus dem Album Metamorphose, dem eigentlich aktuellen Album während der Konzertreihe. Das Lied Wir 2 immer 1 stammt aus dem Studioalbum Schlager und wurde mit dem deutsch-ukrainischen Rapper Olexesh aufgenommen, dieser wurde, wie Sido, auch auf der Leinwand eingeblendet.
Inmitten des Konzertes übergab Mai das Mikro an ihren Begleitsänger Nico Gomez, der seine Single Schlaflos präsentieren durfte. Kurz danach folgten in der Regel drei akustische Darbietungen, bei denen Mai die Lieder 747, Maisterwerk und Vergessen dich zu vergessen sang. Dies variierte jedoch während der Tour. In Frankfurt am Main präsentierte Mai 747 beispielsweise in der herkömmlichen Liveversion.
| Liste der gespielten Lieder während der Tour (Köln): 1. Mai-Tai-Medley #1 1. Augenblick 2. Landebahn 2. Sommerwind 3. Meine größte Schwäche 4. Melatonin 5. Ruf nicht mehr an 6. Hast du jemals 7. Als ob du mich liebst 8. Highlight 9. Die Eine 1 10. Gib nie auf 1 11. Vergessen dich zu vergessen 1, 2 12. Maisterwerk 2 13. Wir 2 immer 1 14. Schwarze Herzen 15. Der Himmel reißt auf 16. Mai-Tai-Medley #2 1 1. Mai Tai 1 2. Morgenlicht 1 3. Mitternacht 1 17. Ein letztes Mal 18. Venedig (Love Is in the Air) 19. Ich sterb für dich Zugabe: 1. Regenbogen 2. Wolke 7 3. Happy End | Liste der gespielten Lieder während der Tour (Dresden): 1. Mai-Tai-Medley 1. Augenblick 2. Landebahn 2. Sommerwind 3. Meine größte Schwäche 4. Ruf nicht mehr an 5. Hast du jemals 6. Gib nie auf 7. Süchtig 8. Ich vermiss dich so 9. Highlight 10. Wolke 7 11. Schlaflos (Nico Gomez) 12. Maisterwerk 2 13. 747 2 14. Vergessen dich zu vergessen 2 15. Auf anderen Wegen 16. Wolkenfrei-Medley 1. Ich versprech dir nichts und geb dir alles 2. Du bist meine Insel 3. Von Tokio bis Amerika 17. Ein letztes Mal 18. Der Himmel reißt auf 19. Venedig (Love Is in the Air) 20. Ich sterb für dich Zugabe: 1. Regenbogen 2. Happy End |

## Rezensionen
Stephan Imming von schlagerprofis.de beschrieb das Konzert in Hannover als Erfolg. Mai hätte beweisen, dass sie tatsächlich ihren Weg jenseits des Mainstreams gefunden habe. Damit hätten sie lange nicht gerechnet, da müsse man ihr wirklich Respekt zollen. Da sei es beim Konzert in Hannover besonders ärgerlich gewesen, dass „offensichtlich“ betrunkene Fans ihr Konzert in Hannover massiv gestört hätten. Schon in Frankfurt soll es ähnliche unschöne Ereignisse gegeben haben. Mai habe die „störenden Besoffskis“ jedoch in die Grenzen gewiesen, was Imming als „[s]tark“ beschrieb. Nach dem Konzert habe sich Mai „sehr viel Zeit“ für eine Autogrammstunde genommen.
Martin Kowalewski von kreiszeitung.de beschrieb Mai in Bremen als agil, frisch und herzlich wie eh und je. Die Fans hätten schon zu Beginn des Konzerts in der bestuhlten Halle gestanden und wären auch über weite Teile des Konzertes stehen geblieben. Immer wieder hätten die Zuschauen angefangen zu tanzen. Mai habe von Beginn an einen Draht zum Publikum aufgebaut. Die Liveband habe den Liedern einen kraftvollen und pulsierenden Sound verpasst.